# スター・システム (スポーツ)
スポーツにおけるスター・システム（star system）とは、主に興行面において、高い人気を持つ人物を起用し、その花形的人物がいることを大前提としてチーム編成、宣伝計画、さらには集客プランの立案などを総合的に行っていく方式の呼称。また、資本力やニュースマスコミを利用した大々的な宣伝の反復などによって、その様な花形的人物を企画的に作り出すシステムの事もこの一環として指す。
スポーツ以外の分野の「スター・システム」とは意味合いが異なり、主にテレビやスポーツ新聞などのマスコミ報道や番組宣伝による要因が主体となってスターが作られるという観点で用いられ、また負の意味合いをもって使用されている場合がある。
2010年、NBAのプレーオフでも人気チームであるコービー・ブライアントを擁するロサンゼルス・レイカーズ、レブロン・ジェームズを擁するクリーブランド・キャバリアーズが視聴率の高い週末や月曜日（アメリカではマンデーナイトフットボールが行われるように月曜夜にスポーツ観戦する習慣がある。）に試合が開催された。

## 日本のスポーツ界における主なスター・システム

### プロレス
最もスターシステムを派手に活用して、スター選手を企画的に作り出してきたのが、単純な勝負以上に興行としての色彩が濃いプロレスである。
社長が主役（トップスター）をやる座長興行の形態をとる例として最も有名なものを挙げれば、1950-1960年代の日本プロレス（力道山社長）、70年代の全日本プロレス（ジャイアント馬場社長）、1970-1980年代の新日本プロレス（アントニオ猪木社長）がある。外国人選手を招聘し、他の日本人レスラーを次々と倒した後に、主役（社長）が外国人選手を負かすことにより、スター選手（エース）の強さを演出し格と人気を保持していた。プロレスの場合、スターに倒されるやられ役であるジョバーが重要な役目を背負う。
ハッスルにおいては、学生プロレス経験者であるが本職はお笑い芸人であるHGや、インリン・オブ・ジョイトイを前面に出し、プロレスラーが彼らを際だたせるための役割を担っている。また、アントニオ猪木vs滝沢秀明など芸能人とレスラーが試合をすることすらある。
また、女子プロレスでは選手の人気獲得の為の販売戦略として、ビューティ・ペアやクラッシュギャルズなどが試合前のリング上で自らの持ち歌を歌った様に、当時のアイドル芸能人的なプロモーションを大々的に行った例もある。
ただし、興行・エンターテイメントとしてプロレスを見るならば、スターシステムがもたらす宣伝・集客の効果は大きく、スターレスラーの人気は高ければ高いほど選手にとっても団体にとっても良い。アマチュアスポーツや五輪競技、他の格闘技で見られるような、選手がスター化する事で発生する弊害はプロレスに限ればほとんどない。

### プロゴルフ
石川遼はスターシステムとして顕著な選手であるとされる。

### サッカー
サッカーにおいてスターシステムという言葉が多用されるようになったのはフィリップ・トルシエがサッカー日本代表の監督であった1998年 ～2002年の頃である。
マスコミの報道による過度のプレッシャーにより選手が潰されてしまった実例として、しばしばトルシエは前園真聖の名を挙げている。その他にトルシエはイタリアのクラブチームで控えに甘んじるなど当時はスランプ状態にあり良いプレーがなかなかできずにいた中田英寿をスーパースター扱いする日本のマスコミを不思議がっていた。「日本のテレビでは日本人選手が活躍したところだけダイジェストで流すため、その選手が世界的な大物だと視聴者が勘違いしてしまう」と語っている。
当時世界第2位の市場を持つ日本のマスコミの扱い方次第で、中田のようにスランプなどで低迷して優れたパフォーマンスを行うことができない選手であっても日本市場向けのスポンサーが付けば年に10億円以上稼げて世界のサッカー選手の年収ベスト10に入るという現象が起きていた。この事はサッカーだけでなく野球やゴルフ等の海外で活躍する日本人選手の行動を扱う際の日本マスコミ報道の異様さを批判する時に度々引用され、それは2002年にトルシエが退任した後も続いている。
また2009年には浦和レッズの原口元気がU-19の代表に選出された直後の過熱ぶりに当時の監督であるフォルカー・フィンケはマスコミに対して不快感を示し、5月5日の柏レイソル戦後の記者会見で「あのように実力もあって、もちろん才能のある若い選手が毎日のようにメディアに出てしまうのは良くないことだと思う」と発言しサッカー界のスター・システムのあり方に一石を投じている。

### 総合格闘技
PRIDEでは俳優の金子賢、K-1 Dynamite!!ではタレントのボビー・オロゴンがアマチュアでの実績が無いにも関わらず、試合を行った。この場合は、テレビ局と興行会社の連動でプロモーションが行われた。金子はPRIDEを放送するフジテレビ、ボビーはK-1 MAX、HERO'Sを放送するTBSでそれぞれレギュラー番組を持っており、その番組で試合までのドキュメントが放送された。

### ボクシング
亀田興毅、亀田大毅、亀田和毅ら「亀田三兄弟」は、TBSテレビで多く取り上げられた。タイトルマッチではなく、招聘禁止選手との試合でもゴールデンタイム・プライムタイムで試合が放送され、彼らを紹介するドキュメンタリー番組なども制作された。

### 競馬
高知県競馬組合に所属していたハルウララが未勝利のまま出走を重ねていたことに高知競馬場の実況アナウンサーが気づき、高知競馬を盛り上げるために周囲にその事実を触れるようになった。これを聞いた地元紙の記者が記事にしたところ、高知競馬組合側が人目を引いて廃止を回避したいという思いから広報資料をマスコミ各社に送付し、全国的なメディアに取り上げられるに至った。同時に馬券を「お守り」として購入する来場者が増え、2003年には一時収益が黒字に転じる効果ももたらした。